# Alma Gildenast
Alma Gildenast (* 24. Dezember 1990 in Gießen) ist eine deutsche Schauspielerin und Theaterleiterin.

## Leben und Wirken
Alma Gildenast wurde am Heiligen Abend 1990 in Gießen geboren, wo ihr Vater, der Tänzer und Choreograf Rolf Gildenast, ein Engagement hatte. Aufgewachsen ist sie ab 1993 in Gelsenkirchen, nachdem ihr Vater ans dortige Musiktheater gewechselt war. Den ersten Auftritt auf der Bühne hatte sie gemeinsam mit ihrem Vater mit fünf Jahren. Zu dieser Zeit nahm sie ersten Tanzunterricht und begann mit ihrer Gesangs- und Schauspielausbildung. Sie besuchte das Ricarda-Huch-Gymnasium Gelsenkirchen.
Mit 17 Jahren ging Alma Gildenast nach Hamburg, wo sie an der Hamburg School of Entertainment in Schauspiel, Tanz und Gesang für das Musiktheater ausgebildet wurde. 2009 spielte sie eine Nebenrolle in Aurelia Mihais Video Cinematograful rosu / Rotes Kino. Sie trat im Jahrmarkttheater bei Lüneburg auf und mit dem Tourneetheater in dem Kindermusical Ritter Rost. Eines ihrer ersten eigenen Projekte war ein Hildegard-Knef-Bühnenprogramm, ein szenisches Konzert mit dem Titel Nichts oder Alles à la KNEF.
Seit Sommer 2012 ist Gildenast festes Ensemble-Mitglied an Christian Stratmanns Theater Mondpalast in Wanne-Eickel. Ihre Lieblingsrolle dort ist die Hauptrolle in Ronaldo und Julia, „Deutschlands erfolgreichste[r] Fußball-Bühnenkomödie“ von Sigi Domke. Das Stück wurde am 16. Februar 2016 vom WDR aufgezeichnet und am 9. April 2016 unter dem Titel Ronaldo & Julia oder Schalke liebt Dortmund im WDR Fernsehen ausgestrahlt.
Neben dem Engagement am Mondpalast leitet Gildenast das von ihrem 2012 verstorbenen Vater gegründete theatergildenast und gibt Schauspielunterricht in Gelsenkirchen und Dortmund. Darüber hinaus ist sie zertifizierte Yoga-Lehrerin.